# کوئیر آی
کوئیر آی (انگلیسی: Queer Eye) یک مجموعه تلویزیونی آمریکایی از نتفلیکس است که در ۷ فوریه ۲۰۱۸ برای اولین بار منتشر شد. این مجموعه بازسازی مجموعه تلویزیونی با همین نام است و پنج شخص جدید دارد: آنتونی پوروسکی متخصص غذا و شراب، تن فرنس متخصص مد، کارامو براون متخصص فرهنگ، |بابی برک متخصص طراحی و جاناتان ون نس متخصص مو. در هر قسمت این پنج شخص به کمک یک شخص یا مجموعه می‌روند تا به آنها کمک کنند.
تاکنون ۴۷ قسمت از این مجموعه منتشر شده‌است و پنجمین فصل آن در ۵ ژوئن ۲۰۲۰ پخش شد و قرارداد آن برای فصل ششم تمدید شده‌است.